# Келчиглув (гміна)
Гміна Келчиглув (пол. Gmina Kiełczygłów) — сільська гміна у центральній Польщі. Належить до Паєнчанського повіту Лодзинського воєводства.
Станом на 31 грудня 2011 у гміні проживало 4247 осіб.

## Площа
Згідно з даними за 2007 рік площа гміни становила 90.01 км², у тому числі:
- орні землі: 72.00%
- ліси: 17.00%

Таким чином, площа гміни становить 11.19% площі повіту.

## Населення
Станом на 31 грудня 2011:
| Опис     | Загалом | Загалом | Чоловіки | Чоловіки | Жінки | Жінки |
| -------- | ------- | ------- | -------- | -------- | ----- | ----- |
| одиниця  | осіб    | %       | осіб     | %        | осіб  | %     |
| все      | 4247    | 100     | 2142     | 50.44    | 2105  | 49.56 |
| міське   | 0       | 100     | 0        |          | 0     |       |
| сільське | 4247    | 100     | 2142     | 50.44    | 2105  | 49.56 |

## Сусідні гміни
Гміна Келчиглув межує з такими гмінами: Жонсня, Осьякув, Паєнчно, Русець, Семковіце.